# Frullania gymnotis
Frullania gymnotis là một loài Rêu trong họ Jubulaceae. Loài này được Nees & Mont. mô tả khoa học đầu tiên năm 1843.